# Nikolaas Anthony Marinus van den Thoorn

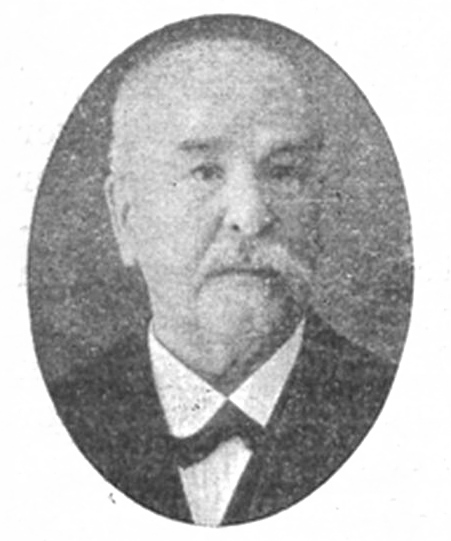
ir. N.A.M. van den Thoorn

Nikolaas Anthony Marinus van den Thoorn (Zierikzee, 17 juni 1851 - Den Haag, 13 juni 1929)  was een Nederlands waterbouwkundige.

## Opleiding en eerste werkkring
Na zijn HBS-opleiding in Middelburg (hij was een van de eerste leerlingen op die school) ging hij naar de Polytechnische School te Delft om te studeren voor civiel ingenieur. Hij rondde de studie af in 18748.
Vanaf 1 januari 1875 werkte hij, tot aan zijn pensionering, bij de Rijkswaterstaat. Hij begon als aspirant ingenieur en ging met pensioen as hoofdingenieur-directeur. Hij werd in 1881 ingenieur en in 1906 hoofdingenieur. De eerste jaren was hij in ambulante dienst (met veel standplaatsen) en hield zich in dit tijd vooral bezig met de vervaardiging van de Waterstaatskaart. Door zijn ambulante functie leerde hij de waterstaatkundige toestand van Nederland goed kennen. In 1882 werd hij arrondissementsingenieur te Goes en in 1887 in Leeuwarden. In de periode dat hij in Goes gestationeerd was heeft hij ook geadviseerd t.a.v. de bedijking van de Damespolder bij Rilland op de grens van Zeeland en Brabant. Deze polder is aangelegd na gereedkomen van de Kreekrakdam voor de spoorlijn van Bergen op Zoom naar Goes. De gronden aan weerszijden van deze dam waren eigendom van het rijk. In verband met deze inpoldering moest een nieuwe suatiesluis worden aangelegd. Deze is van 1884, en bevat een gedenksteen met de naam van Van den Thoorn,

## Kanalen rond Amsterdam
Op 1 september 1890 volgde hij ir. Kluit op als sectie-ingenieur bij de aanleg van het Merwedekanaal in Amsterdam; een paar maanden later werd die functie samengevoegd met die van arrondissementsingenieur in Amsterdam. In 1894 werd daar ook het Noordzeekanaal aan toegevoegd, waardoor Van der Thoorn een heel zware positie had gekregen.

## Dordrecht en Den Haag
Na nog (vanaf 1 november 1898) met het rivierbeheer in het  arrondissement Dordrecht belast te zijn geweest, volgde de benoeming van Van den Thoorn tot hoofdingenieur-directeur op 1 november 1906. Zijn standplaats werd toen  's-Gravenhage; hij bleef daar tot zijn pensionering op 1 augustus 1916. In zijn tijd in Den Haag was hij ook de Nederlandse vertegenwoordiger bij het Internationale Wegencongres in Londen (1913).

## Spoorwegongeluk Weesp
Op vrijdag 13 september 1918 vond nabij Weesp een groot spoorwegongeval plaats met 41 doden en 42 gewonden. Bij het oprijden van de helling van het station Weesp naar de brug over het Merwedekanaal (later Amsterdam-Rijnkanaal genoemd) verzakte de dijk over een lengte van 90 meter. Op het moment van de verzakking was de locomotief al op de brug en hij bleef hangen in het ijzerwerk van de brugconstructie. De dag na de ramp werd een commissie van onderzoek ingesteld onder voorzitterschap van minister Lely. Van der Thoorn werd ook gevraagd als lid. Hij was met Lely de enige in de commissie met een achtergrond op waterbouwkundig/geotechnisch gebied; de overige leden waren spoorwegingenieurs. Het eerste voorlopig rapport werd gepresenteerd in februari 1919. Later dat jaar heeft Van der Thoorn bij het KIvI een lezing gegeven over dit ongeluk, deze lezing is gepubliceerd. Het onderzoek leidde uiteindelijk tot de oprichting van het Laboratorium voor Grondmechanica aan de Technische Hogeschool te Delft.

## Overige activiteiten
Naast zijn werk voor Rijkswaterstaat heeft hij nog de nodige andere taken vervuld. Zo was hij korte tijd provinciaal ingenieur in Limburg, werd hij in 1880 toegevoegd aan de Commissie tot onderzoek van het inundatiekanaal van Tiel naar de Linge, was hij een groot aantal maal lid van de Commissie voor het examen van opzichter van Rijkswaterstaat. In 1888 en 1895 was hij ook lid van de Commissie voor het examen van aspirant-ingenieur van Rijkswaterstaat en examineerde hij voor het examen C van de Polytechnische school. In 1887 adviseerde hij het gemeentebestuur van Tholen over een rioleringsproject en in 1902 het bestuur de polder "De Vierpolders" bij Dordrecht over de Wieldrechtse zeedijk. Hij was ook lid van de gezondheidscommissie van de gemeente Dordrecht. Verder was hij lid van verschillende commissies voor toezicht op lager- en middelbaar onderwijs
Hij was van 1919 tot 1927 buitengewoon lid van de Octrooiraad. Hij is 55 jaar lid geweest van het Koninklijk Instituut van Ingenieurs en speelde daar een actieve rol.
Hij heft een paar keer het Engelse parlementslid Sir C. Quilte geadviseerd inzake de bedijking van gronden bij Felixstowe. Ook is hij in 1898 door de Servische regering gevraagd om tijdelijk daar in dienst te treden, maar dat ging uiteindelijk niet door.

## Privé
Nikolaas van den Thoorn is op 7 mei 1884 te Hulst getrouwd met Hendrika Albertina Callenfels.  Hij is benoemd tot Ridder in de Orde van de Nederlandse Leeuw (27 augustus 1909)

## Publicaties
- Beschrijving van de herstelling der onderloopsheid van het benedensluishoofd der kleinen sluis van het kanaal door Zuidbeveland te Hansweerd (Tijdschrift KIvI, 1885/1886, blz 1-10  (pdf blz 146-151)
- Beschrijving van eene jalouziesluting ter vervanging van schuiven in sluisdeuren (Tijdschrift KIvI, 1886/1887 blz 22-23 pdf blz 151)
- Aanteekeningen nopens het duin en strand aan de noordwestzijde van het eiland Schouwen bij de Oude Hoeve, Tijdschrift KIvI, 1887/1888 blz 183-186 en plaat 18;  pdf 284-286, plaat pdf bz 353)
- Mededeeling over Groenharthout, Not. 1887/88.
- Mededeeling over de verdediging der kanaal- en dijksbeloopen van het Merwedekanaal tusschen Amsterdam en Maarssen, Not. 1892—'93. (scan van slechte kwaliteit, pdf blz 164)
- Mededeeling over de buitenhaven te IJmuiden, Not. 1895—'96.
- Rapport betreffende de wateronttrekking aan, en de afzanding van de duinen langs de Nederlandsche kust, samen met  J.C. Ramaer en H.Wortman, Rapporten en mededeelingen van den Rijkswaterstaat, No. 2, 1912
- Het internationale wegencongres te Londen (De Ingenieur jrg 28, no 37, 13-09-1913)
- Het verzakken van de spoorwegdijk bij de brug over het Merwedekanaal bij Weesp op 13 september 1918 (De Ingenieur, jrg 34, no 30, 26-07-1919)